# 龍神郵便局
龍神郵便局（りゅうじんゆうびんきょく）は、和歌山県田辺市龍神村にある郵便局。民営化前の分類では集配特定郵便局であった。

## 概要
かつては旧龍神村の集配業務を上山路郵便局と下山路郵便局と共に担う集配郵便局であったが、民営化直前の集配業務再編において、当局は配達センターとされたため、民営化後も郵便事業株式会社の支店は併設されず、集配センターが併設された。

## 沿革
- 2007年（平成19年）3月5日 - ゆうゆう窓口（郵便時間外窓口）を廃止し、配達センター局に移行。
- 2007年（平成19年）10月1日 - 民営化に伴い、併設された郵便事業田辺支店龍神集配センターに一部業務を移管。
- 2012年（平成24年）10月1日 - 日本郵便株式会社発足に伴い、田辺郵便局龍神集配センターを龍神郵便局に統合。

## 取扱内容
- 郵便、印紙、ゆうパック、内容証明
- 貯金、為替、振替、振込、国債、投資信託
- 生命保険、バイク自賠責保険、自動車保険、がん保険
- ゆうちょ銀行ATM
- 田辺市内の一部地域（旧龍神村「645-03から05xx」地域）、日高川町寒川字小川（645-0551））の集配業務

## 風景印
- 図案は龍神温泉と護摩壇山の遠望。局名表記は「和歌山　龍神」
- 使用開始日は2012年（平成24年）8月6日～

## 周辺
- 龍神温泉
- 道の駅龍神
- 天誅倉（史跡）
- 和歌山県立南部高等学校龍神分校
- 田辺グリーングランド
- 日高川
- 龍神温泉浄化センター
- 田辺市立龍神小学校
- 龍神街道

## アクセス
- 龍神街道沿い
- 駐車場あり（4台）